# Kapsa suaoensis
Kapsa suaoensis är en insektsart som beskrevs av Fernando Chiang och Knight 1990. Kapsa suaoensis ingår i släktet Kapsa och familjen dvärgstritar.
Artens utbredningsområde är Taiwan. Inga underarter finns listade i Catalogue of Life.